# Planta enfiladissa

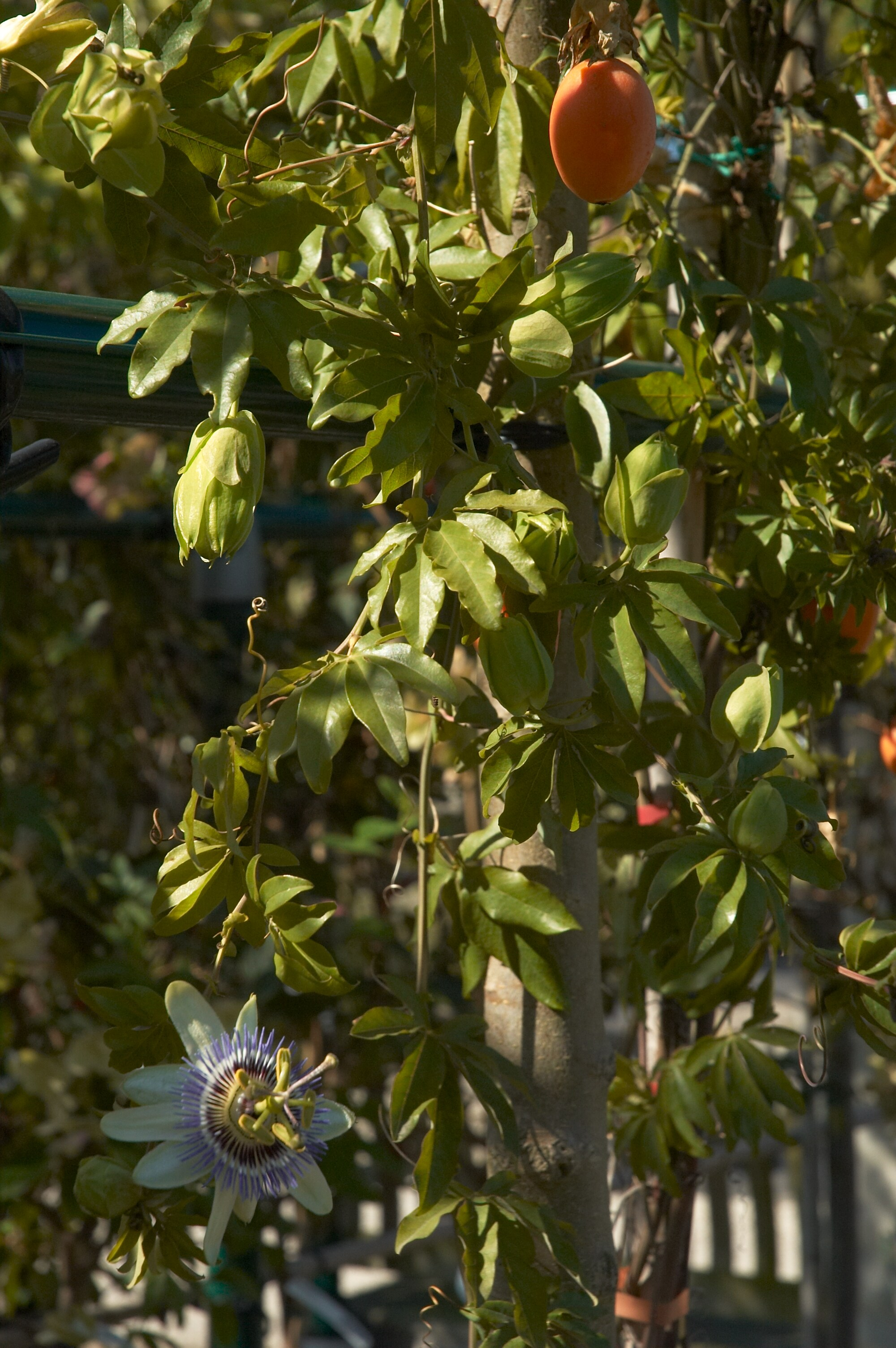
Passiflora, una planta enfiladissa

Una planta enfiladissa o planta arrapadissa és un tipus planta amb tija elongada i prima que no se sosté per si mateixa; és un terme general que engloba totes les plantes amb un hàbit d'arrapar-se o enfilar-se per tiges o estolons.